# 129966 Michaelward
129966 Michaelward è un asteroide della fascia principale. Scoperto nel 1999, presenta un'orbita caratterizzata da un semiasse maggiore pari a 2,3853383 UA e da un'eccentricità di 0,2415955, inclinata di 3,92674° rispetto all'eclittica.